# Alexej Nikolajevič Krylov
Alexej Nikolajevič Krylov (rusky Алексе́й Никола́евич Крыло́в; 15. srpna 1864, Simbirská gubernie – 26. října 1945, Petrohrad) byl ruský námořní inženýr, generálporučík ruského námořnictva, matematik v oboru aplikované matematiky a spisovatel.

## Životopis
Jeho otec, Nikolaj Alexandrovič Krylov, byl důstojníkem dělostřelectva v Krymské válce – ač z chudých poměrů, měl nárok na bezplatné státní vzdělání coby syn válečného veterána Alexandra Alexejeviče Krylova, zraněného účastníka bitev u Borodina a o Paříž.
Alexej Nikolajevič nastoupil v roce 1878 na Kadetskou školu v Petrohradě, kterou dokončil s vyznamenáním v roce 1884. Pak pracoval v Ruském hydrografickém úřadě pod vedením Ivana Petroviče Kolonga na magnetické odchylce kompasů. V roce 1888 nastoupil na Nikolajevskou námořní akademii, kde studoval matematiku u Alexandra Nikolajeviče Korkina. Absolvoval v roce 1890 opět s vyznamenáním. Začal zde přednášet a zůstal zde pak dalších více než padesát let.
V roce 1914 byl přizván do Ruské akademie věd (od roku 1916 měl plné členství) a také získal čestný doktorát Lomonosovovy univerzity.
Při svém výzkumu byl Krylov činný v řadě různých oblastí, zkoumal například hydrodynamiku nebo Fourierovy řady. V roce 1931 napsal článek, kterým položil základy teorie Krylovových prostorů. Kromě toho například v roce 1915 pořídil první ruský překlad zásadního díla Isaaca Newtona: Philosophiæ Naturalis Principia Mathematica.
Krylovova dcera Anna se stala manželkou významného fyzika Pjotra Leonidoviče Kapicy.
Krylovovo jméno nesou mj. Krylovovy prostory, kráter na měsíci a poloostrov v Antarktidě.